# Тракийско въстание (1829)
Въстанието в Тракия от 1829 г. избухва в хода на поредната Руско-турска война и обхваща Тракия от Сливенско през Сакар до Странджа и Малък Самоков в Лозенградско. Българите присъединават своите отряди към руските и самостоятелно срещу турската власт.
Фактически започва на 16 февруари с щурма на русите превзел Созопол, когато се формира българският първи голям въстанически отряд воден от Стойко Маврудов. Cлед влизането на 20 август в Одрин на ген. Дибич Задбалкански обхваща и равнинните райони на Одринска Тракия от Одрин, Лозенград и Люлебургас до Чорлу, където българите отхвърлят турската власт и поставят исканията си за освобождение. През септември 1829 в Котел кап. Георги Мамарчев се готви със своите няколкостотин четници да обяви в Търново възстановяването на България, но Одринският мир е сключен на 2 септември и българите не получават нищо, освен „правото“ да се изселят в Русия.
Западните сили Британия, Франция и Австрия, недвусмислено са готови да се намесят в полза на Турция. Русия няма ресурс успешно да им се противопостави, кап. Мамарчев е арестуван от пратените 200 казаци, а ген. Дибич заявява ясно на българската депутация: „Българи! Стоете си мирни, че ще обърна топове да ви избия аз!“, въстанието е прекратено и към 150 000 българи от Тракия са принудени, страхувайки се от турските безчинства, да се преселят в Бесарабия.

## Събития
В 1829 г. започва второто във войната настъпление на руската армия на Балканския полуостров. През юни тя превзема Силистра, преминава Стара планина и окупира Тракия. Българинът кап. Георги Мамарчев е начело на голям български доброволчески отряд, който стига до Сливен. Към войските на генерал Дибич се присъединяват и чети като тази на войводата Генчо Къргов от с. Хайнито. След прекосяване на Стара планина към нея се присъединяват още жители на Хайнито, както и от Твърдица и други селища, първоначално са около 60 души, но впоследствие стигат до 120 души. Тези доброволчески войски достигат Адрианопол.
В 1829 г. по време на войната с наближаването на руските войски българите в Странджанско-Сакарския край и Сливенско въстават. Българите помагат армията да бъде преведена бързо и незабелязано през Стара планина през Айтоския и Върбишкия проход и от нея е превзет Анхиало на 11 юли (стар стил), помагат в превземането на Айтос (13 юли 1829), Карнобат (15 юли 1829), Ямбол (23 юли 1829) и след решителното сражение при Балдаморския мост на Сливен на 30 юли 1829 г. В последните два града българите използвали поражението на османските войски, за да се снабдят с голямо количество оръжие и боеприпаси. Според сведение на генерал Фьодор Василиевич Ридигер четите на Стоян войвода и Желтък войвода взели над 250 пушки от Ямболския дебой. Много повече турско оръжие взели въстаническите отряди след падането на Сливен.
В Созопол още през февруари е сформирана специална доброволческа команда начело със Стойко Маврудов от с. Граматиково, която се заема и със задачата да обедини въоръжените сили на българите от Причерноморието. Нейни пратеници стигнали до Малък Самоков, Лозенград, Бабаескийско, Одринско и десетки други селища. Навсякъде те били уверявани от местните старейшини, че ще пометат султанската власт, стига да им се помогне с модерно руско оръжие. Руският гарнизон, установил се в Созопол, дава 2000 нови пушки, изпратени от Одеса на възстаналите българи да защитават освободената с въстанието от тях територия.
Фактически през лятото на 1829 г. турската власт била отхвърлена в много краища на Тракия от Лозенградско и Созополско до Сливенско и Тополовградско и най-вече в Странджа и Сакар. Всички християни и останалите тук-там мюсюлмански жители престанали да изпълняват задълженията си към нея, да плащат данъци, да се явяват в определени дни за ангария във владенията на местните управници и т.н. Българите организирали своя местна стража, стегнали въстаническите отряди и започнали да се подчиняват само на своите старейшини и войводи. Четите на Стоян войвода и Гълъб войвода, на Петър войвода и Бойчо войвода кръстосвали Странджа и Сакар надлъж и шир, унищожавали турски обози с храни и дрехи, нападали башибозушки шайки и снабдявали въстаниците с така нужното им оръжие. Под непрестанните удари дотогавашните османски господари от село Ичме (Стефан Караджово), Факия, Голям Боялък (Шарково), Карабунар (Грудово), Караеврен (Близнак), Гьоктепе (Звездец), Юктепе и много други села край Лозенград, Малко Търново и Ениатско стотици османски семейства избягали в Одрин, Цариград и други здраво укрепени центрове.

## Бойни действия
Българите на Стойко Маврудов участват заедно с руснаците в щурма на редутите и овладяването на Созопол на 16 февруари 1829 г.
На 28 март турска войска от 4 000 пехота и 1 500 кавалерия щурмува Созопол, отбраняван от руските моряци и българския отряд. Битката е решена с масирана контраатака, турската войска е разпръсната, оставяйки 250 убити. След този бой Созопол се превръща в основна база на руските военноморски операции до края на войната.
На 30 юли 1829 г., когато русите и съпровождащите ги българи щурмуват 20 000 османски корпус средоточен в Сливен, турците най-неочаквано са ударени съкрушително от български отряд въстаници, въоръжени с укрито оръжие и боеприпаси от несъстоялото се „Сливенско въстание през 1821“ и тукашния комитет на освободителното „Тайно братство“ на д-р Иван Селимински през 1825 г., противникът бързо е разгромен от общия напор на руси и българи.
В началото на август 1829 г. въстаниците изненадали в Малкотърновско „движеща се на югозапад турска част, водена от Халил паша, и я унищожили до крак“ в станалото тежка и кръвопролитно сражение.
Стоян войвода и четниците му през август 1829 при с. Пънчево (тогава Каракютук) атакуват и унищожават до крак заедно с главатаря му отряда от няколкостотин души башибозук, разбити турски войници и всякакви други елементи на Тахир ага (Тахираа), които, без разлика между християни и мюсюлмани, унищожавали и грабели навсякъде из Тракия. Победата им е посрещната с голяма радост от населението.
Бойчо войвода от Трявна заедно с братята си организират въстаническа дружина, участвала в боевате на руската армия и в превеждането ѝ през старопланинските Айтоски и Върбишки проходи в 1829 г. При срещен бой с башибозушки табор, войскова единица равна на батальон, дружината с числен състав под рота, разгромява напълно противника, който дава 50 убити, а останалите се спасяват с бягство от разярените българи. Дружината на Бойчо войвода предприема действия в Тракия унищожава турски обози с храни и дрехи, нападали башибозушки шайки и снабдявали въстаниците с така нужното им оръжие.
Голямото сражение край Малък Самоков на 8 август 1829 г. и овладяването на известната оръжейна фабрика – арсенал, се смята за най-голям успех на въстаниците, както руските военни хроники сочат. Арсенала бил укрепен от всички страни с високи зидове с бойни кули и леки планински оръдия на тях. Хаджи Георги от Малко Търново заедно със странджанската част на Созополския отряд организирали „въстанически отряд от около 1000 души партизани“, пише в руското съобщение. След дълго планиране с хората от Малък Самоков и околните села, щабът на Хаджи Георги моли и за руска подкрепа. В района, гдето се съсредоточавали българските въстаници, пристига полк егери и един хусарски ескадрон. В нощта на 7 срещу 8 август, българските работници от фабриката нападнали охраната при южната порта и пуснали в „крепостта“ първите стотина четници. Изненадата сполучила, започнал ръкопашен бой, след 3-часово кръвопролитно сражение оръжейната фабрика в Малък Самоков била превзета. Въпреки немалкото жертви българи и руси победата била пълна. В плен били взети 40 турски войници и трима офицери. Целият комплекс от пещи, леярни, работилници, помещения за охраната и т.н. били разрушени. Била ликвидирана важна оръжейна фабрика, а и „каторгата“ в което десетилетия наред бил експлоатиран труда на тукашните българи.

## Одринския мир
На 20 август 1829 г. руски части влизат в Одрин. За първи път градът е превзет от руската армия. В началото на септември главната квартира на Дибич се намирала в Одрин, авангардът му в Люлебургас, лявото крило на Черно море, а дясното при Енос пред стоящия в Егейско море руски флот. Между това генерал Хейсмар от Оряхово напредва до Враца и до Искърския пролом; аванпостовете му достигнали и до околностите на София. Това предизвиква паника в столицата на Османската империя и подтиква султана към търсене на възможности за подписване на примирие.
След подписването на 14 септември 1829 на Одринският мирен договор сложил край на войната българските отреди са разформировани. Кап. Г. Мамарчев се оттегля с 500 – 600 от съратниците си в Котел и започва да организира въстание в Сливенска, Котелска, Габровска и Търновска област и в Търново да се провъзгласи освобождението на България, но руското командване убедило се в сериозността на намерението му противодейства. Мамарчев е арестуван, от пратените в началото на пролетта 200 казаци за да не предизвика международни усложнения, събраните хора са разпуснати и след това капитана е освободен, но други като Бойчо войвода и братята му са пратени в Сибир. Ръководителите на българското националноосвободително движение в Странджа-Сакар също поискали създаването на една автономна българска област. Израз на това тяхно схващане е „Молбата на християните от с. Факия“, връчена на Феликс Петрович Фонтон дипломат към действащата армия от стопанина на къщата, в която бил настанен. Тя съдържала шестнадесет точки, разкриващи най-важните искания на българите от този край:. „Да будем сами волни. Да мы сами себя да судимо. Да мы черкви правим, когда и где захотим. Субаши да няма нигде. Да мы оружие носимо..:" и т.н., но мирът вече е сключен и той не дава на българите абсолютно нищо освен доста съмнителните обещания за „амнистия“ и коварното „право“ да напуснат родните си места определено в чл.13 от Одрински мирен договор – „В един 18-месечен срок, християните, поданици на Османската империя, имат право да продадат имуществото си и да се изселят безпрепятствено в Русия.“

## Последици
С Одринския мир Русия разширява владенията си по незамръзващите брегове на Черно море. Дава се свобода на Гърция и потвърждава автономията на Сърбия, Влашко и Молдова, но по никакъв начин не компенсира българите за участието им в тази и предишните руски войни. Контрибуциите, които Турция трябва да изплати на Русия, са изчислени на 10 милиарда холандски дуката. Императорът дава на Дибич званието фелдмаршал и го награждава с ордените „Св. Андрей“ и „Св. Георги“ – първа степен и с парична награда от 1 милион златни рубли. На 13 април 1830 година била дадена заповедта за изтеглянето на руските войски, освен от Силистра, където оставали до 1836 г. като гаранция за изплащане на договорената контрибуция.
Българите не вярват на обещаната амнистия по чл. 13 от мирния договор и генералът, командващ „Забалканската“ Руска армия, за да се спаси бунтовното българско население от гнева на турците, и най-вече да бъдат заселени с подходящ народ придобитите в Бесарабия земи (от които населяващите ги преди татари почти до един са избягали), повежда с прибиращите се в Русия победоносни войски хиляди български семейства от Тракия. Това е първата истински голяма вълна, сравнена тези при руско-турските войни в 1768 – 1774, 1787 – 1792 и дори 1806 – 1812 г., която ще бъде последвана и от последната такава при Кримската война в 1853 – 1856. Към 140 000 български преселници от Чорленско, Одринско и Лозенградско, от Малко самоковско и Елховско, от Странджа и Ямболско, от Сливенско, от Шуменско и цяла Източна България волю неволю поседвали руснаците отвъд Дунав.
Руските окупационни власти полагат усилия да ограничат изселническата вълна, тъй като смятат присъствието на християнско население по пътя към Константинопол за стратегическо преимущество на Русия в дългосрочен план. Английският пътешественик от това време Докмъс, който минава през Сливенския край и съвсем не може да се подозира, че симпатизира на Русия, отбелязва, че българите, които тръгват след армията на Иван Дибич-Забалкански, не са тласкани от руснаците. Той смята, че чуждият деспотизъм и икономическите фактори карат хората да тръгнат след руската армия, защото българското население не се чувства сигурно при турската власт. Докмъс свидетелства: „Българите, като много по-верни и работливи от безчестните и развратни гръко-византийци, са силно загрижени задето не собствения им език, а развален гръцки се учи“. Явно за този англичанин К. Иречек пише в своята История на българите: „....през Котел и Сливен минал и един англичанин, който подтиквал българите към въстание, като им обещавал английска помощ; свободна България според него трябвало да се изправи като стена между Русия и Турция“. Но всичко било приключено. Обвързани от договорните задължения и заплахите на западните сили да се намесят в полза на Турция, руските власти не били в състояние да предприемат почти никаква защита над „обезоръжените“ българи. На места саморазправата на османлиите ставала пред самите очи на изтеглящите се руски полкове. В донесение до щаба на армията дословно за турските зверства над българите само за периода от началото на август, когато въстанието взима голям размах, до 14 октомври 1829 г. от когато е документа, е записано: „На границата между Одрински и Старозагорски пашалък са започнали преди един месец и продължават и досега убийства и грабежи над християните. Досега са убити до 400 души, които произхождат от доскорошни богати фамилии.“